# NGC 3187
NGC 3187 (другие обозначения — UGC 5556, IRAS10150+2207, MCG 4-24-25, ARP 316, ZWG 123.36, VV 307, HCG 44D, PGC 30068) — спиральная галактика в созвездии Льва. Открыта Джорджем Стони в 1850 году.
Этот объект входит в число перечисленных в оригинальной редакции «Нового общего каталога» и «Атласа пекулярных галактик»
Галактика низкой поверхностной яркости в инфракрасном диапазоне. Чаще всего такие галактики небольшого размера, однако NGC 3187 достаточно крупная.
Галактика имеет искривлённую форму, её спиральные рукава, лучше всего наблюдаемые в ультрафиолетовом диапазоне, сильно вытянуты приливными взаимодействиями. По всей видимости, NGC 3187 гравитационно взаимодействует с NGC 3190, однако это взаимодействие не может объяснить всех особенностей галактики и группы, в которой она находится. За миллиард лет нахождения в группе NGC 3187 потеряла около трети своего газа.
Галактика NGC 3187 входит в состав группы галактик NGC 3227. Помимо NGC 3187 в группу также входят ещё 15 галактик.